# Sarah Storey

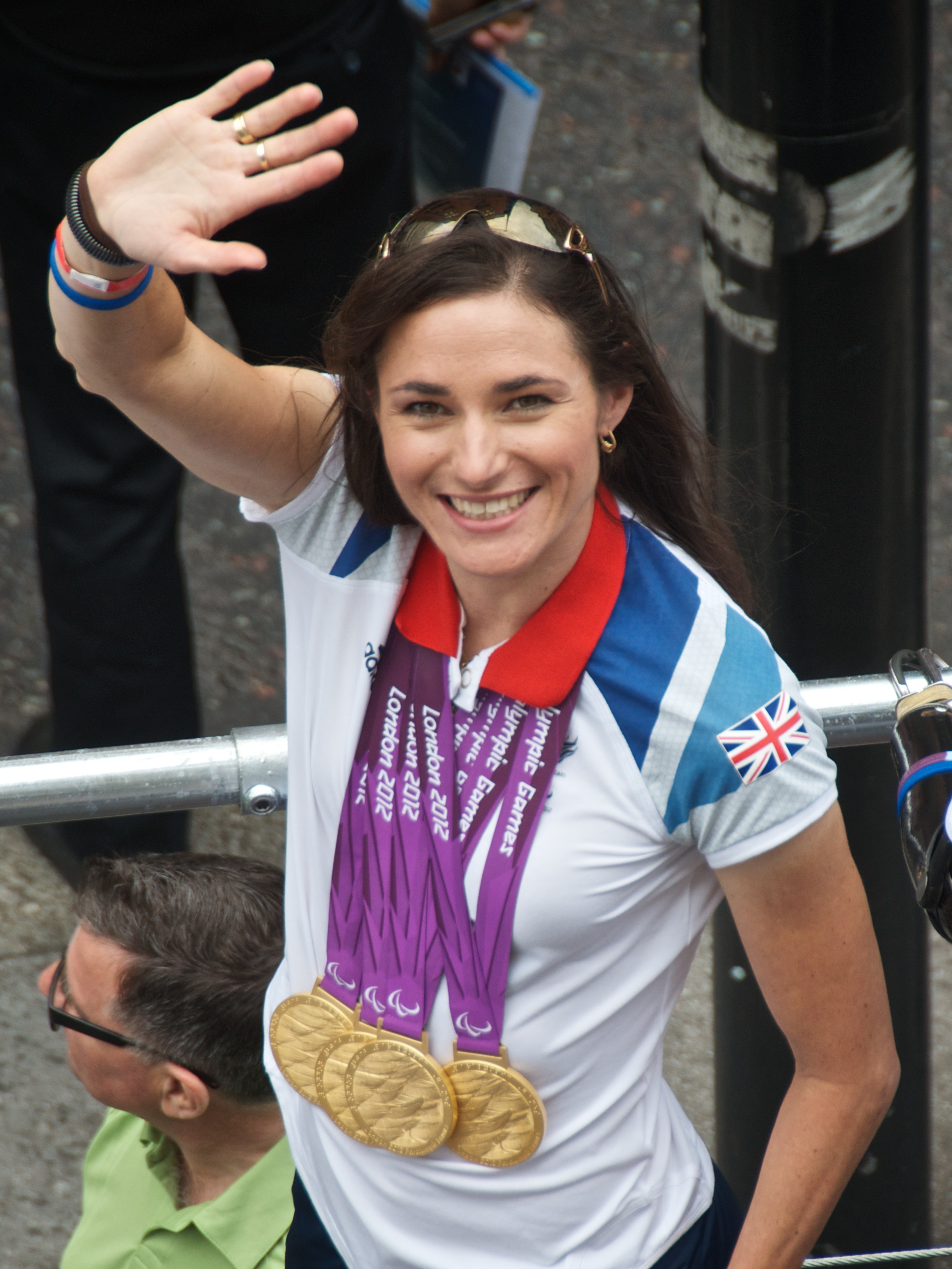
Sarah Storey

Sarah Storey, född 26 oktober 1977 i Disley, Cheshire, är en cyklist och simmerska i det brittiska paralympiska laget. Hon håller 73 världsrekord och har varit Europamästare 21 gånger (18 i simning och 3 i cykling). 